# Nachal Ekron
Nachal Ekron (hebrejsky: נחל עקרון) je vádí na pomezí pahorkatiny Šefela a pobřežní nížiny v Izraeli.
Začíná v nadmořské výšce přes 100 metrů západně od obce Karmej Josef, poblíž dálnice číslo 44. Směřuje pak k severozápadu zemědělsky využívanou mírně zvlněnou krajinou, přičemž prochází vesnicí Pedaja a za ní mění směr na jihozápad. Podchází těleso dálnice číslo 6 a z jihu obchází pahorek Tel Malot v místech, kde z železniční tratě Tel Aviv-Jeruzalém odbočuje železniční trať Tel Aviv-Beerševa. Míjí z jihu vesnici Jacic a pak vede podél východního a jižního okraje města Mazkeret Batja. Zde od východu přijímá vádí Nachal ha-Šloša. Na jih odtud se rozkládá letecká základna Tel Nof, na sever město Kirjat Ekron. V posledním úseku se vádí stáčí k jihozápadu, prochází podél západního okraje vesnice Bejt El'azari. Míjí také Národní park Giv'at Mrar a pak ústí zprava do potoka Sorek na severním okraji města Gedera.